# آلیسا مائوتز
آلیسا مائوتز (انگلیسی: Alyssa Mautz؛ زادهٔ ۲۹ ژوئیهٔ ۱۹۸۹) بازیکن فوتبال اهل ایالات متحده آمریکا است.
از باشگاه‌هایی که در آن بازی کرده‌است می‌توان به اسکای بلو اف‌سی و شیکاگو رد استارز اشاره کرد.
وی همچنین در تیم ملی فوتبال United States U-20 بازی کرده‌است.